# منطقه کلان‌شهری اشتوتگارت
منطقه کلان‌شهری اشتوتگارت (به آلمانی: Metropolregion Stuttgart) یک منطقهٔ مسکونی در آلمان است که در اشتوتگارت واقع شده‌است. این منطقه کلان‌شهری ۵٬۳۰۰٬۰۰۰ تن جمعیت دارد.